# Acanthogorgia ildibaha
Acanthogorgia ildibaha is een zachte koraalsoort uit de familie Acanthogorgiidae. De koraalsoort komt uit het geslacht Acanthogorgia. Acanthogorgia ildibaha werd in 1999 voor het eerst wetenschappelijk beschreven door Grasshoff. 